# ۱۱۷۰ (قمری)

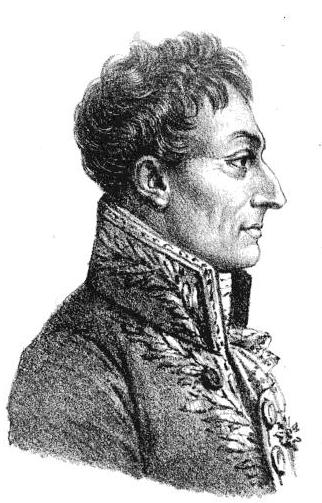
کنستانتن-فرانسوا شاسبوف

۱۱۷۰ (قمری)، هزار و صد و هفتادمین سال در گاهشماری هجری قمری است. اول محرم این سال برابر با بیست و ششم سپتامبر سال ۱۷۵۶ میلادی است.

## رویدادها
- شروع رابطه بین دولت اول سعودی و امپراطوری عثمانی.

## زادگان
- کنستانتن-فرانسوا شاسبوف